# Ivanovih sto
Ivanovih sto (rusko Иванское сто, Ivanovskoe sto) je bilo združenje trgovcev v Novgorodski republiki, ki je obstajalo od 12.-15. stoletja. Združenje je bilo zbrano okrog cerkve sv. Janeza Predhodnika (Janeza Krstnika) na Opokih. V njem so bili zbrani predvsem trgovci, ki so na debelo trgovali z voskom. Staroste (vodje) Ivanovih sto so bili stalni člani novgorodskega trgovskega sodišča in vladajočega sveta Novgorodske republike. Sodelovali so tudi pri podpisovanju trgovinskih sporazumov. Pravice in dolžnosti članov Ivanovih sto so bile navedene  v tako imenovani Listini (rusko (Устав, Ustav) ali Rokopisu (Рукописание, Rukopisanje) kneza Vsevoloda Mstislaviča. Vsak član je moral plačati vstopnino v višini 50 griven srebra in tisjackemu  dati balo tkanine iz Ypresa (Flandrija). V sporih med člani je razsojal tisjacki.

## Sklic
1. ↑  Янин, В. Л., ur. (2007). Великий Новгород. Энциклопедический словарь (v ruščini). Нестор-История. str. 456. ISBN 9785981872365.